# 新疆生产建设兵团人民检察院
新疆生产建设兵团人民检察院（简称兵团检察院）是新疆生产建设兵团的法律监督机关，接受最高人民检察院和新疆维吾尔自治区人民检察院领导，领导新疆生产建设兵团各级人民检察院的工作。
历史可追溯至1958年10月成立的新疆军区生产建设兵团人民检察院，后更名为中国人民解放军生产建设兵团军事检察院，1968年撤销。1984年4月，正式成立新疆生产建设兵团人民检察院:25—26。办公地址位于新疆维吾尔自治区乌鲁木齐市头屯河区爱民路537号五一新区。

## 历史沿革

### 前身
1954年10月7日，经中央军委批准，成立新疆军区生产建设兵团。兵团初创时期，主要沿袭军队政法工作体制开展检察和审判工作。全国范围内，已设普遍性设立单独的人民检察院和人民法院。随着兵团屯垦戍边的发展，原有军队政法工作体制已不适应形势需要。1958年4月，中共新疆维吾尔自治区党委发出《关于兵团政法机构的设置的通知》规定：兵团设公安处、法院、检察院，师一级设公安局、检察院、法院。同年10月，经新疆维吾尔自治区党委批准，正式成立兵团检察院，全称“新疆军区生产建设兵团人民检察院”。随后，各师检察机构也相继成立。1962年6月，根据兵团党委决定，兵团检察院更名为“中国人民解放军生产建设兵团军事检察院”:25。
当时在检察机构设置不健全、人员配备不足、检察工作经验缺乏的情况下，兵团检察业务工作并没有全面开展，只承担一部分审查批捕、审查起诉、劳改检察监督、自行侦查案件的职能。兵团、师两级检察机关合并在兵团政法部（科），实行“一长代三长”、“一员代三员”等办案模式。检察机关的法律监督职能被极大地削弱。1962年开始，才逐步完善兵团检察机关的各项检察职能，提升监督功能:25。
1966年文化大革命开始后，全国公检法机关均受到严重干扰。1968年12月9日，兵团党委临时“文化革命领导小组”向各师发出《关于彻底砸烂兵团各级公检法机关的通知》，兵团各级检察机关被撤销，检察机关职权由公安部门代位行使。1975年3月，撤销兵团，原兵团检察工作划归地方检察机关管辖:25—26。

### 正式建立
1981年12月，恢复新疆生产建设兵团建制。1983年10月8日，中共中央办公厅、国务院办公厅发出（1983）70号文件，决定“兵团立即恢复和建立兵团公安、检察、法院、司法机构:26。”11月5日，新疆维吾尔自治区党委批复：同意恢复和建立兵团各级法院、检察、公安、司法行政机构。兵团据此陆续设立公安局、人民检察院、自治区高级人民法院兵团分院、兵团司法局。各师（局）及垦区设立相应机构:58。
1984年4月，兵团检察院、各师检察分院及垦区检察院正式成立，定名为新疆生产建设兵团人民检察院。兵团检察机关分为三级，共36个检察院:26。

### 1998年之后
1998年12月29日，第九届全国人民代表大会常务委员会第六次会议通过《关于新疆维吾尔自治区生产建设兵团设置人民法院和人民检察院的决定》，确立兵团法院、兵团检察院的法律地位和干部任免权限。1999年4月，最高人民检察院开始交兵团检察院列入检察公文主送单位，标志兵团检察院接受最高人民检察院的领导:26。
2001年6月21日，最高人民检察院印发《最高人民检察院关于新疆生产建设兵团各级人民检察院案件管辖的规定》，对兵团各级检察院的案件管辖作出明确规定，强化兵团检察院作为省级检察院的功能地位:26。
2010年时，新疆生产建设兵团的检察机关共有兵团检察院、各师检察分院13个、垦区检察院29个，已覆盖兵团所有的司法管辖区域:26。

## 机构设置

### 内设机构
2018年时，兵团检察院机关内设13个部门，分别是：
- 一、办公室（挂检察技术处牌子）
- 二、政治部组织人事处（检察官考评委员会办公室）
- 三、政治部宣传教育培训处
- 四、侦查监督处
- 五、公诉处（未成年人检察工作办公室）
- 六、刑事执行检察局（驻兵团第一监狱检察室）
- 七、民事行政检察处
- 八、控告申诉检察处（举报中心、刑事赔偿工作办公室）
- 九、法律政策研究室（与检委会办事机构合署办公室）
- 十、案件管理办公室
- 十一、监察处
- 十二、行政装备处
- 十三、警务处（司法警察总队）

### 分院
2010年时，共有13个各师检察分院、29个垦区检察院:26。各垦区检察院参见：
- 新疆生产建设兵团人民检察院第一师分院
  - 新疆生产建设兵团阿拉尔垦区人民检察院
  - 新疆生产建设兵团阿克苏垦区人民检察院
  - 新疆生产建设兵团沙井子垦区人民检察院
- 新疆生产建设兵团人民检察院第二师分院
  - 新疆生产建设兵团焉耆垦区人民检察院
  - 新疆生产建设兵团库尔勒垦区人民检察院
  - 新疆生产建设兵团乌鲁克垦区人民检察院
- 新疆生产建设兵团人民检察院第三师分院
  - 新疆生产建设兵团喀什垦区人民检察院
  - 新疆生产建设兵团图木休克垦区人民检察院
- 新疆生产建设兵团人民检察院第四师分院
  - 新疆生产建设兵团昭苏垦区人民检察院
  - 新疆生产建设兵团伊宁垦区人民检察院
  - 新疆生产建设兵团霍城垦区人民检察院
- 新疆生产建设兵团人民检察院第五师分院
  - 新疆生产建设兵团博乐垦区人民检察院
  - 新疆生产建设兵团塔斯海垦区人民检察院
- 新疆生产建设兵团人民检察院第六师分院
  - 新疆生产建设兵团五家渠垦区人民检察院
  - 新疆生产建设兵团芳草湖垦区人民检察院
  - 新疆生产建设兵团奇台垦区人民检察院
- 新疆生产建设兵团人民检察院第七师分院
  - 新疆生产建设兵团奎屯垦区人民检察院
  - 新疆生产建设兵团车排子垦区人民检察院
- 新疆生产建设兵团人民检察院第八师分院
  - 新疆生产建设兵团下野地垦区人民检察院
  - 新疆生产建设兵团莫索湾垦区人民检察院
  - 新疆生产建设兵团石河子市人民检察院
- 新疆生产建设兵团人民检察院第九师分院
  - 新疆生产建设兵团额敏垦区人民检察院
  - 新疆生产建设兵团叶尔盖提垦区人民检察院
- 新疆生产建设兵团人民检察院第十师分院
  - 新疆生产建设兵团北屯垦区人民检察院
  - 新疆生产建设兵团巴里巴盖垦区人民检察院
- 新疆生产建设兵团人民检察院第十二师分院，2007年10月15日之后成立[3]:26。
  - 新疆生产建设兵团乌鲁木齐垦区人民检察院，2007年10月15日，在乌鲁木齐举行授牌仪式，正式挂牌成立[3]:26。
  - 新疆生产建设兵团三玶垦区人民检察院，2007年10月15日，在乌鲁木齐举行授牌仪式，正式挂牌成立[3]:26。
- 新疆生产建设兵团人民检察院第十三师分院，2007年10月15日之后成立[3]:26。
  - 新疆生产建设兵团哈密垦区人民检察院
  - 新疆生产建设兵团巴里坤垦区人民检察院，2007年10月15日，在乌鲁木齐举行授牌仪式，正式挂牌成立[3]:26。
- 新疆生产建设兵团人民检察院第十四师分院，2007年10月15日之后成立[3]:26。
  - 新疆生产建设兵团和田垦区人民检察院，2007年10月15日，在乌鲁木齐举行授牌仪式，正式挂牌成立[3]:26